# Hubert Wieland Alzamora
Hubert Wieland Alzamora (1 de enero de 1927 - Lima, 11 de enero de 2014) fue un abogado y diplomático peruano.

## Biografía
Contrajo nupcias con Fanny Conroy Mena, ya fallecida, con quien tuvo cinco hijos: Patricia Wieland Conroy, Hubert Wieland Conroy, Lino Ricardo Wieland Conroy, Úrsula Wieland Conroy, y Marcos Wieland Conroy.
En 1947 Wieland ingresó al Ministerio de Relaciones Exteriores del Perú, mientras estudiaba en la Universidad Nacional Mayor de San Marcos - (UNMSM) donde se  graduó de abogado, en 1952.
Prestó servicios en Río de Janeiro, Londres, Santiago de Chile.
En 1971 fue ascendido a embajador y abrió la Embajada del Perú en Bucarest.
Luego fue representante permanente ante los organismos internacionales con sede en Ginebra. 
Del 7 de marzo de 1972 a 1976 fue embajador en Bonn la entonces capital constitucional de la  República Federal de Alemania. 
De 1980 a 30 de noviembre de 1981 fue Embajador en Moscú.
Entre los días 30 de noviembre y 2 de diciembre de 1981, se realizó en Lima la Segunda Reunión de la Comisión Mixta Perú-República Democrática Alemana. 
En esta reunión, la delegación del Perú estuvo presidida por Hubert Wieland y la delegación alemana por Werner Hänold. 
El 2 de diciembre se suscribió en acta final de esta reunión; en dicha acta se evaluó la cooperación científico-técnica, así como la cooperación financiera- ascendente esta última a diez millones de dólares.

Entre 1985 y 1987 se desempeñó como Viceministro, Secretario General de Relaciones Exteriores.
De 1987 a 1992 fue su último puesto en el extranjero como Embajador ante la Santa Sede.

## Publicaciones
- Manual del Diplomático
- Negociación Internacional

| Predecesor:                         | Embajador peruano en Bucarest 1971 (Apertura de Embajada)                                                  | Sucesor:                          |
| Predecesor:                         | Representante Permanente ante los Organismos Internacionales con sede en Ginebra 1971 a 7 de marzo de 1972 | Sucesor: Carlos Alzamora Traverso |
| Predecesor: Alberto Wagner de Reyna | Embajador en Bonn 7 de marzo de 1972 a 1976                                                                | Sucesor: Joaquín Heredia Cabieses |
| Predecesor: Juan José Calle y Calle | Embajador en Moscú 1980 a 30 de noviembre de 1981                                                          | Sucesor: René Hooper López        |
| Predecesor: Hugo de Zela Hurtado    | Embajador ante la Santa Sede 1987 a 1992                                                                   | Sucesor: Luis Solari Tudela       |
| Predecesor: Estuardo Marrou Loayza  | Director de la Academia Diplomática del Perú enero de 2001 a abril de 2002                                 | Sucesor: Óscar Maúrtua de Romaña  |